# Václav Pech

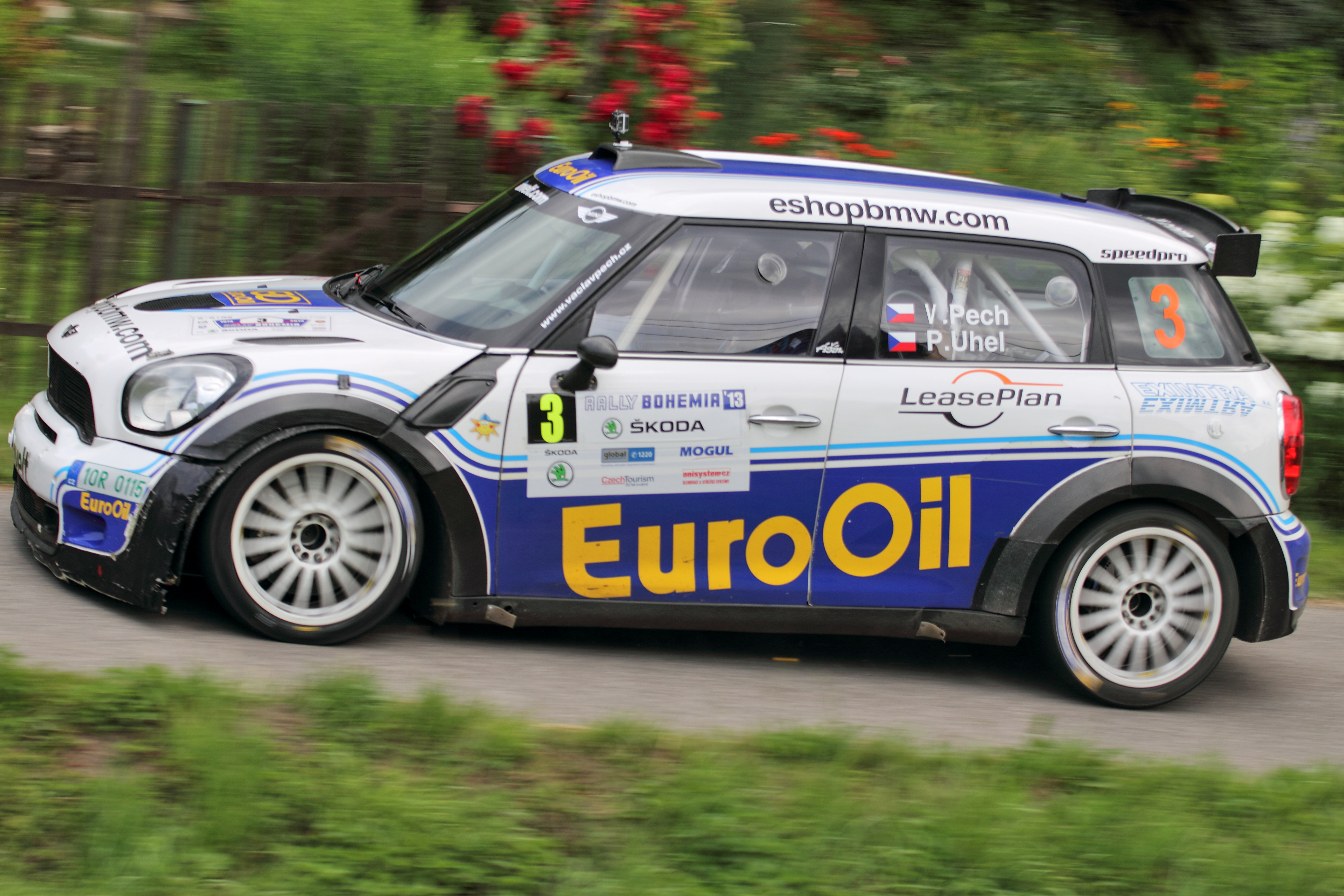
Václav Pech jadący samochodem Mini Cooper S2000 w Rajdzie Bochemia 2013.

Václav Pech – czeski kierowca rajdowy urodzony w Pilźnie 3 grudnia 1976, syn kierowcy rajdowego Václava Pecha seniora.
W rajdach zadebiutował w 18. Rally Agropa w roku 1996, prowadząc Skodę 1000 MB wraz z pilotem Petrem Uhelem. Kilkukrotny mistrz Czech (2002, 2005, 2006, 2007, 2013, 2014, 2020) i Słowacji (2002, 2007) w rajdach samochodowych. W roku 2003 zajął trzecie miejsce w Rajdowych Mistrzostwach Europy, prowadząc samochód Ford Focus RS WRC '02.